# Vườn thú Baku
Vườn thú Baku (tiếng Azerbaijani: Bakı zooloji parkı) là vườn bách thú tại Baku, Azerbaijan. Đây là vườn thú lâu đời nhất ở đất nước này và được khai trương vào năm 1928. Vườn thú có tổng diện tích 4,25 hécta (10,5 mẫu Anh), thuộc Bộ Văn hóa và Du lịch Azerbaijan và được điều hành bởi chính quyền thành phố Baku.

## Thư viện ảnh

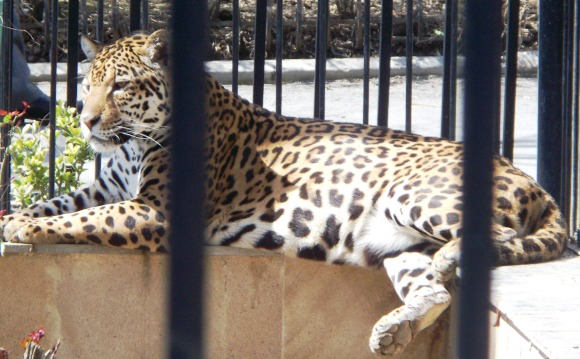
Jaguar
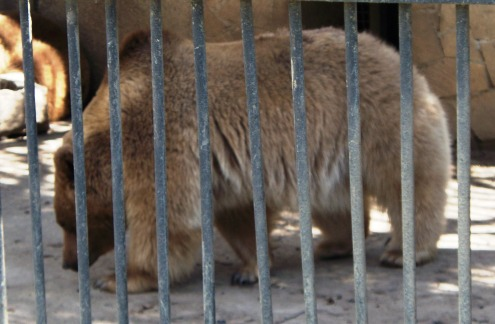
Brown bear
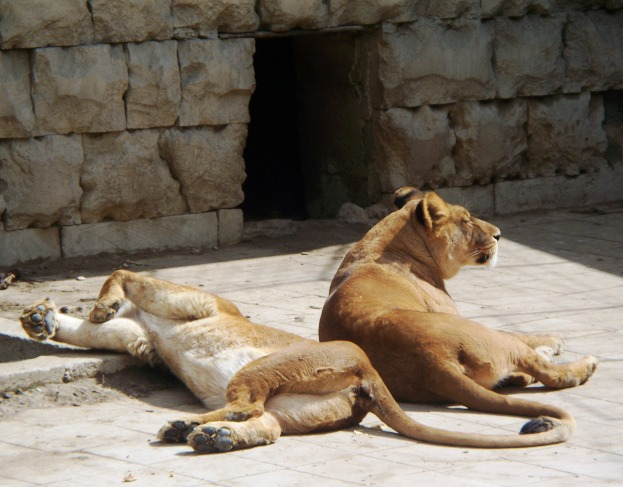
African lion
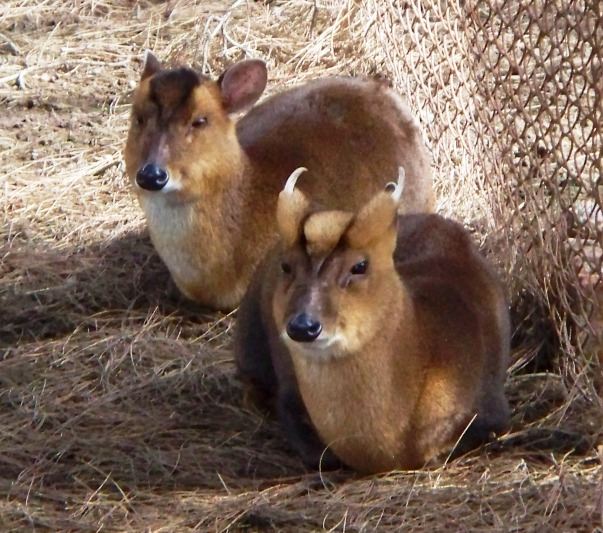
Muntjac
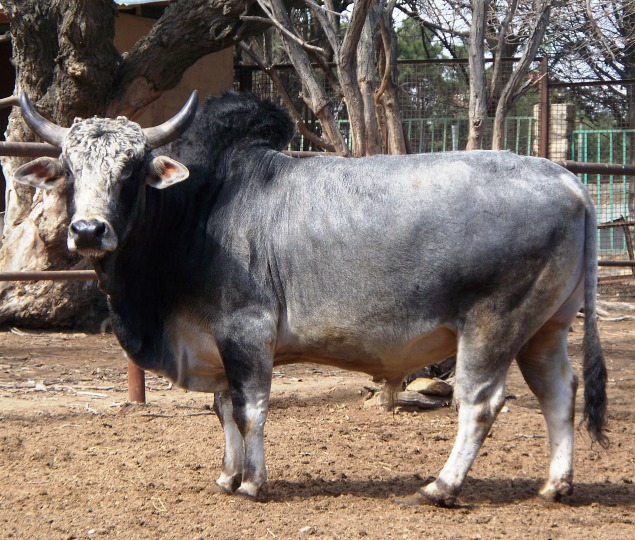
Zebu
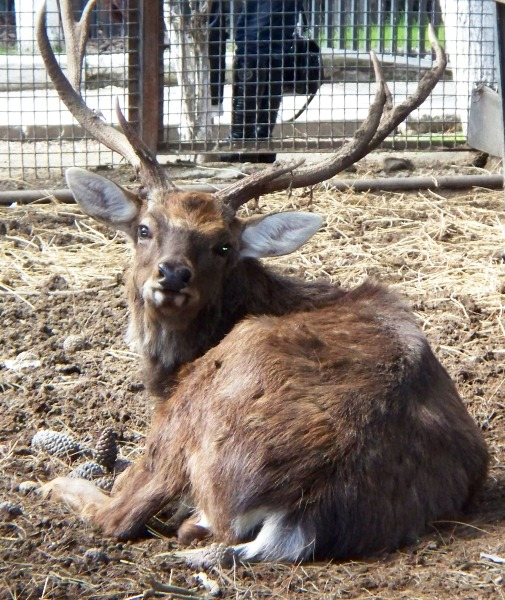
Red deer
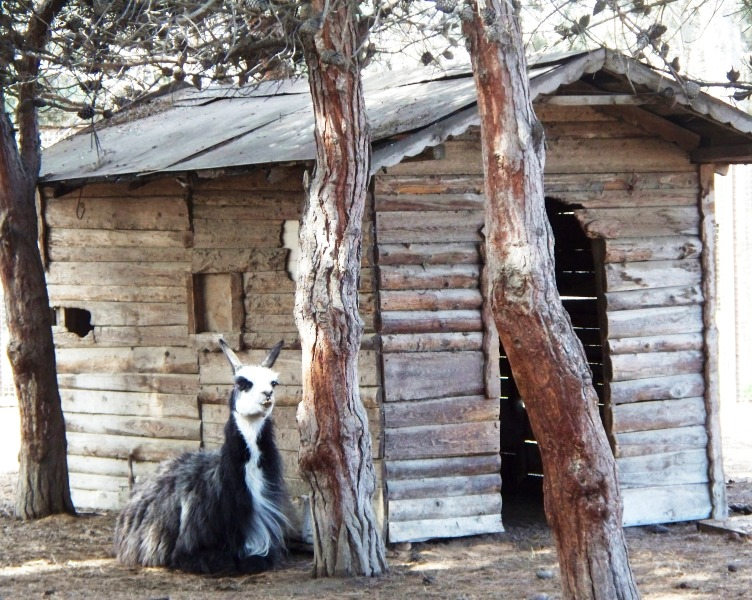
Lama
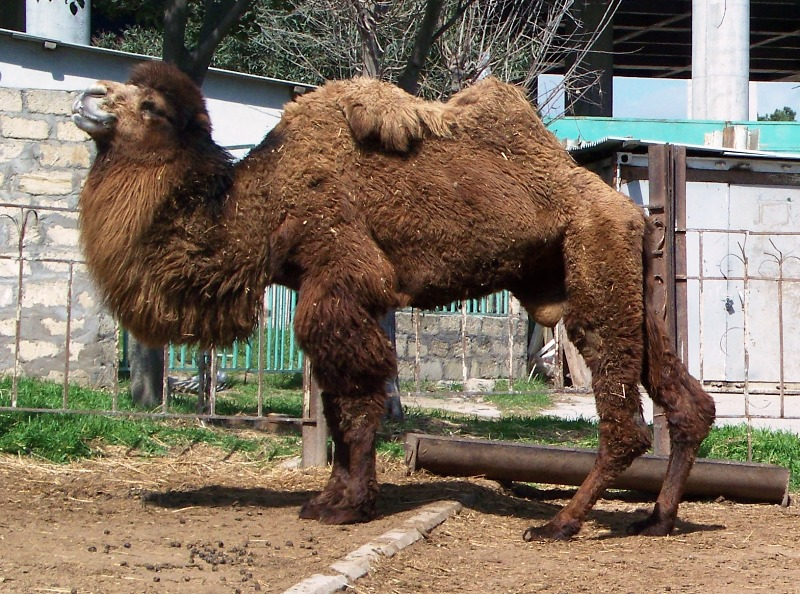
Bactrian camel
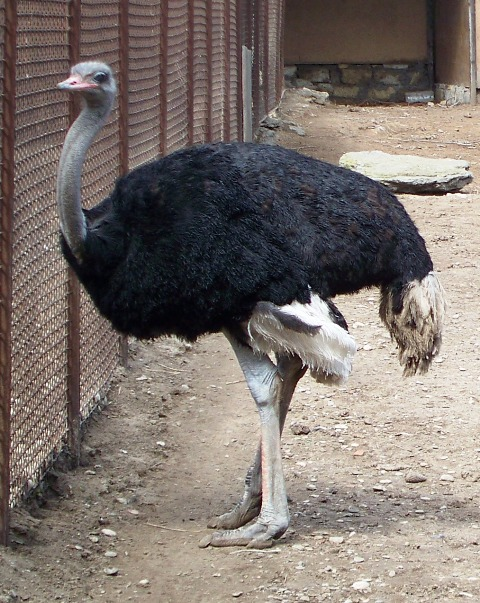
Ostrich
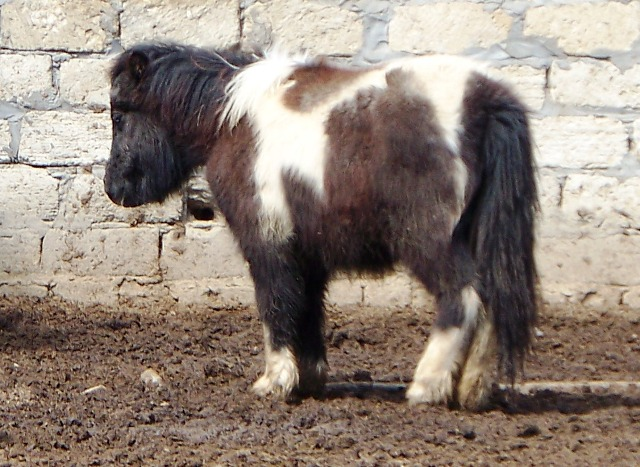
Shetland pony
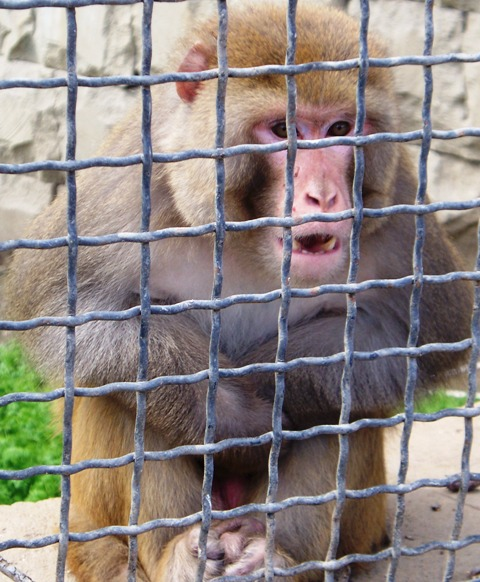
Rhesus macaque
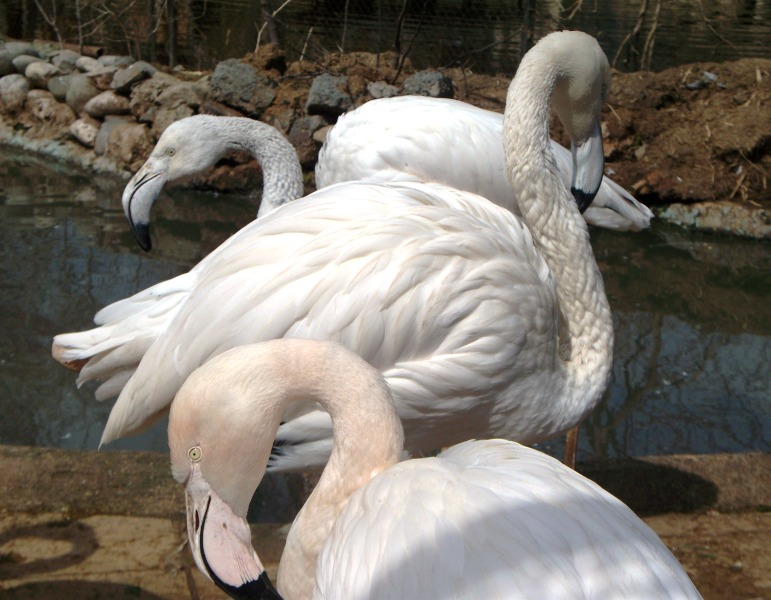
Greater flamingo
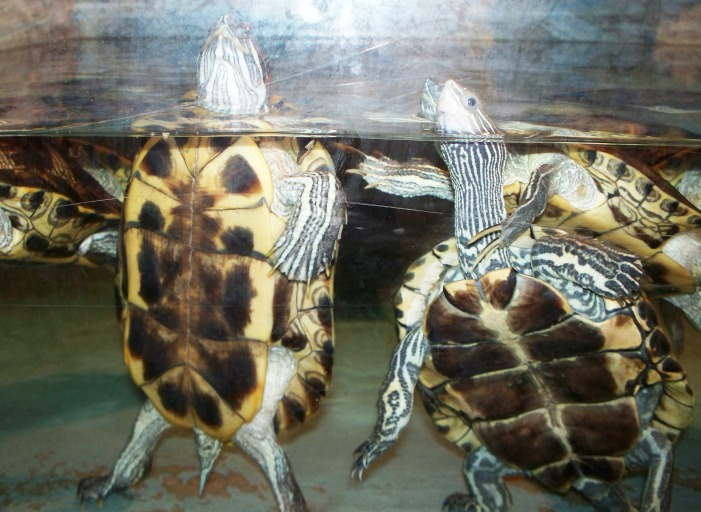
Turtle